# إليزابيث سبرجز
إليزابيث سبرجز (بالإنجليزية: Elizabeth Spriggs)‏ (و. 1929 – 2008 م) هي ممثلة مسرحية، وممثلة أفلام، من المملكة المتحدة، توفيت في أكسفورد، عن عمر يناهز 79 عاماً.
تضمنت أدوار سبرجز مع شركة شكسبير الملكية ممرضة في روميو وجولييت، ودور جيرترود في هاملت وبياتريس في الكثير من اللغط حول لا شيء. في عام 1978، فازت بجائزة لورنس أوليفييه لأفضل ممثلة مساعدة عن فيلم لوف ليترز أون بلو بيبر(بالإنجليزية: Love Letters on Blue Paper)‏ لأرنولد ويسكر. حصلت على ترشيح جائزة بافتا لأفضل ممثلة في دور ثانوي عن فيلم العقل والعاطفة عام 1995. وشملت أفلامها الأخرى أشياء ريتشارد (1980)، مرتجلة (1991)، طريق الجنة (1997) وهاري بوتر وحجر الفلاسفة (2001).

## النشأة والمهنية
ولدت في باكيستون، ديربيشاير، في عام 1929، عاشت سبريغز طفولة غير سعيدة، وذكرت لاحقًا أنها "نشأت بدون عاطفة تمامًا". درست في الكلية الملكية للموسيقى ودرّست الكلام والدراما في كوفنتري. كان زواجها الأول عندما كانت في الحادية والعشرين من عمرها بمثابة كارثة، وفي ما وصفته بـ "القرار الأكثر إيلاما في حياتي"، تركت زوجها وابنتها الصغيرة لتحقيق حلمها في التمثيل. قالت لاحقًا: "كانت الرغبة في التمثيل بمثابة ثقل بداخلي، وكنت أعرف أنني إذا لم أفعل شيئًا حيال ذلك، فسوف يدمرني ذلك". كتبت إلى شركة مرجعية في ستوك بورت ، تشيشير، تطلب وظيفة وتم قبولها. عملت مع العديد من الشركات، بما في ذلك في برمنغهام وبريستول، قبل الانضمام إلى شركة شكسبير الملكية في عام 1962.

## التلفزيون والسينما
لم تعمل سبرجز بانتظام على شاشة التلفزيون حتى منتصف السبعينيات. كانت في فيلم ذا قليترنق أوارد (1976) للمخرج فريدريك رافائيل، ولعبت دور البطولة في دور إليانور بريسيت في دراما بي بي سي نحن المتهمون (1980)، ولعبت دور كوني، رئيسة عائلة من جنوب لندن المقاتلة في الدراما المكونة من ثلاثة عشر جزءًا فوكس (1980)، ولعبت دور مارثا في حكايات غير متوقعة (1980) ودور نان الهائلة في المسلسل الكوميدي ITV شاين أون هارفي مون (1982–85). ظهرت في ثلاث مسرحيات لآلان بينيت : بعد الظهر (1979)، العناية المركزة (1982)، ويني (1982). لعبت دور كالبورنيا والسيدة كويكلي في سلسلة شكسبير على قناة بي بي سي، وظهرت في دكتور هو في مسلسل بارادايس تاورز لعام 1987 لسيلفستر مكوي وكانت عنوان الساحرة في مسلسل للأطفال يسمى سايمون أند ذا ويتش (1987).
في عام 1990، قدمت أداءً لا يُنسى كواحدة من الثرثرة الخائفة من الله في فيلم "البرتقال ليس الفاكهة الوحيدة " المقتبس من هيئة الإذاعة البريطانية "بي بي سي" لجانيت وينترسون، وفي عام 1992، ظهرت في الإصدارات التلفزيونية من فيلم "الشياطين القدامى" للمخرج كينغسلي أميسوأنجوس ويلسون. المواقف الأنجلوسكسونية. في عام 1994، لعبت دور القابلة السيدة جامب في فيلم "مارتن تشوزلويت" المقتبس على قناة بي بي سي لتشارلز ديكنز، كما لعبت دور السيدة كادوالادر في فيلم "ميدل مارش " لجورج إليوت. واصلت العمل على التلفزيون، في مسلسلات مثل هارت بيت و ميدسومر مردرز (لعبت دور ضحية جريمة قتل في الحلقة التجريبية من المسلسل عام 1997 وعادت في عام 2006 بدور الأخت التوأم المتطابقة للشخصية) و أجاثا كريستي بوارو.

## جوائز وترشيحات
حصلت على جوائز منها:
- جائزة لورنس أوليفيه.

ترشحت لـ:
- جائزة توني لأفضل ممثلة بارزة في مسرحية [الإنجليزية]‏ (1975).

## الحياة الشخصية
تم فسخ أول زواجين لـ سبرجز من كينيث سبرجز، وممثل اخر كان زميلًا لها في شركة شكسبير الملكية، مارشال جونز. في عام 1977، تزوجت من زوجها الثالث، موراي مانسون، سائق سيارة أجرة صغيرة وموسيقي التقت به أثناء أدائها في لندن اشورانس. وكان لديها ابنة، ويندي، من زواجها الأول.

## الوفاة
توفيت سبرجز في 2 يوليو 2008 عن عمر ناهز 78 عامًا. أقيمت مراسم جنازتها ودفنها في باحة كنيسة القديسة مريم العذراء في تيم، أوكسفوردشاير وحضرها أفراد العائلة والأصدقاء، بما في ذلك سينيد كوزاك، جيمس إليس وليزلي شارب، جيريمي آيرونز، روبرت هاردي وبيتر فوغان، الذين قدموا العزاء جميعًا لصديقتهم وزميلتهم الممثلة.

## وصلات خارجية
- إليزابيث وليامز على موقع IMDb (الإنجليزية)
- إليزابيث وليامز على موقع ميوزك برينز (الإنجليزية)
- إليزابيث وليامز على موقع قاعدة بيانات برودواي على الإنترنت (الإنجليزية)
- إليزابيث وليامز على موقع قاعدة بيانات الأفلام السويدية (السويدية)
- إليزابيث وليامز على موقع قاعدة بيانات الفيلم (الإنجليزية)